# کمیسیون مستقل تحقیق بحرین
کمیسیون مستقل تحقیق بحرین(BICI) که در بحرین به‌عنوان کمیسیون بسیونی نیز شناخته می‌شود، توسط پادشاه بحرین در  ژوئن 2011 تأسیس شد. 
کمیسیون در 23نوامبر2011 گزارشی 500صفحه ای منتشر کرد که شامل 9000شهادت، 46مورد مرگ، 559ادعای شکنجه و بیش از 4000مورد از کارمندان اخراج شده بدلیل شرکت دراعتراضات بود. این گزارش درموارد بسیاری ازنیروهای امنیتی انتقاد کرد که "زور وسلاح گرم بشیوه ای بیش ازحد استفاده شد که دربسیاری از موارد غیرضروری، نامتناسب و بی رویه بود."و دریافت که برخی سوء استفاده ها،مانند تخریب اموال،"بدون اطلاع رده های بالاتر ازساختار فرماندهی نمی توانست اتفاق بیفتد.": 405 
این گزارش استفاده دولت بحرین از شکنجه سیستماتیک و سایر اشکال آزار جسمی و روانی بر زندانیان و همچنین سایر موارد نقض حقوق بشر را تایید کرد.: 298 همچنین ادعاهای دولت مبنی بر تحریک اعتراضات توسط ایران را رد کرد. این سازمان بدلیل افشا نکردن اسامی مجرمان تجاوز وپاسخگویی فقط بکسانی که بطور فعال حقوق بشر را نقض کرده اند مورد انتقاد قرارگرفته است.

## همچنین ببینید
- گزارش های حقوق بشر در مورد قیام بحرین (2011–تاکنون)
- بهای آزادی و عدالت ، گزارش مشترک گروهی از سازمان‌های غیردولتی مستقل حقوق بشر بحرین که یافته‌های اصلی از تلاش‌های جاری برای مستندسازی تخلفات رخ داده در ایالت بحرین در جریان قیام بحرین را ارائه می‌کند.
- حقوق بشر در بحرین
- شکنجه در بحرین